# When Kings Were the Law
When Kings Were the Law é um filme dramático dos Estados Unidos de 1912, dirigido por D. W. Griffith. Cópia do filme mudo encontra-se conservada na Biblioteca do Congresso, nos Estados Unidos.